# Куртатоне
Куртатоне (итал. Curtatone) — город в Италии, располагается в регионе Ломбардия, подчиняется административному центру Мантуя.
По данным Национального института статистики, на 01.01.2023 года, население коммуны составляло 14 633 человека, плотность населения ─ 216,88 чел./км². Занимает площадь 67 км². Почтовый индекс — 46010. Телефонный код — 0376.
Покровителем коммуны почитается святой Сильвестр, папа Римский. Праздник ежегодно празднуется 31 декабря.